# 玛仰公县
玛仰公县，缅甸仰光省下辖的一个县，同时该县全境是仰光市的一部分。

## 历史沿革
2022年4月30日，缅甸政府以仰光西县莱镇区、玛仰公镇区和仰光东县北奥格拉巴镇区新设玛仰公县。

## 行政区划
玛仰公县下辖莱镇区、玛仰公镇区和北奥格拉巴镇区3个镇区。